# Nephi Leatigaga
Pas d'image ? Cliquez ici

a Compétitions nationales et continentales officielles uniquement.

b Matchs officiels uniquement.
Dernière mise à jour le 21 janvier 2025.
Nephi Leatigaga, né le 5 décembre 1993 à Si'umu (en) (Samoa), est un joueur international samoan de rugby à XV évoluant au poste de pilier.

## Biographie
Nephi Leatigaga commence sa carrière en Nouvelle-Zélande, où il joue dans un premier temps pour les clubs amateurs du Manurewa RFC et du Mount Wellington RFC (en),.
En mars 2016, il est sélectionné avec les Samoa « A » l'équipe réserve nationale, pour disputer le Pacific Challenge,. Repéré après de bonnes performances avec la sélection réserve samoane, il est sélectionné pour la tournée d'automne de l'équipe nationale en 2016,. Il connaît sa première cape contre le Canada le 25 novembre 2016 à Grenoble,.
Lors de l'été 2016, il est sélectionné dans l'équipe B de la province d'Auckland. Il fait son retour sous le maillot de l'équipe réserve nationale à l'automne, dans le cadre de l'Americas Pacific Challenge.
Il rejoint l'Europe en janvier 2017 en signant pour le club italien de Piacenza en Super 10. 
Le 15 juin 2017, il s'engage pour le Biarritz olympique en Pro D2,. 
Alors qu'il est sous contrat jusqu'en 2019, sa signature avec le club anglais des Leicester Tigers est annoncée en juillet 2018, provoquant un imbroglio entre son club et son agent,. Son engagement avec le club anglais est finalement confirmé le 6 mai 2019, et il rejoint les Tigers à l'orée de la saison 2019-2020. En 2020, il prolonge son contrat avec Leicester. Lors de la saison 2020-2021, il prend part à la campagne européenne des Tigers en Challenge européen conclue par une finale perdue contre le Montpellier HR, mais ne dispute pas cette dernière.
En avril 2023, alors qu'il manque de temps de jeu avec Leicester, il est libéré de son contrat et rejoint avec effet immédiat la franchise australienne des Waratahs en Super Rugby, où il doit compenser l'absence sur blessure d'Angus Bell.
Une fois la saison de Super Rugby achevée, Leatigaga fait son retour en Europe, rejoignant l'US Dax en Pro D2 en y signant un contrat de deux saisons. En ouverture de la saison 2024-2025, il prolonge son contrat pour deux nouvelles saisons, soit jusqu'à l'été 2027.

## Palmarès
- Championnat d'Angleterre :
  - Champion : 2022 avec les Leicester Tigers.

## Statistiques en équipe nationale
| Année | Compétition                    | Matchs | Points | Essais |
| ----- | ------------------------------ | ------ | ------ | ------ |
| 2016  | Test matchs en tournée         | 1      | 0      | 0      |
| 2017  | Test matchs à domicile,        | 1      | 0      | 0      |
| 2017  | Test matchs en tournée,        | 1      | 0      | 0      |
| 2017  | Coupe des nations du Pacifique | 2      | 0      | 0      |
| 2022  | Test matchs en tournée         | 1      | 0      | 0      |
| Total | Total                          | 6      | 0      | 0      |